# Robert Nowakowski
Robert Nowakowski (* 6. Mai 1967 in Puławy) ist ein ehemaliger polnischer Handballspieler, der zumeist auf Linksaußen eingesetzt wurde.
Der 1,82 m große Rechtshänder begann seine Laufbahn 1987 bei KS Hutnik Kraków. 1995 ging er zu Iskra Kielce, mit dem er 1996 und 1998 polnischer Meister wurde. 1998 wechselte er zum deutschen Zweitligisten TSV Bayer Dormagen, mit dem ihm 1998/99 der Aufstieg in die 1. Bundesliga gelang. Nachdem er mit Dormagen 2000/01 abgestiegen war und dieser sich in die Regionalliga zurückgezogen hatte, kehrte er nach Polen zu Śląsk Wrocław zurück. Nach einer Saison, in der er am EHF Challenge Cup teilnahm, schloss er sich seinem Heimatverein aus Kielce an, mit dem er 2003 erneut Meister sowie 2003 und 2004 Pokalsieger wurde. International spielte er in der EHF Champions League 2003/04 und im Europapokal der Pokalsieger 2003/04 und 2004/05. Anschließend ließ er bis 2008 seine Karriere bei KS Azoty-Puławy ausklingen.
Für die Polnische Nationalmannschaft bestritt Nowakowski 168 Länderspiele, in denen er 700 Tore erzielte.